# Nosson Tzvi Finkel
Nosson Tzvi Finkel (Raseiniai, Lituania, 1849 - Jerusalén, Mandato Británico de Palestina, 1927) fue un rabino conocido por su erudición y sabiduría. 

## Biografía y sistema educativo
Fundó la Yeshivá de Slabodka y la Yeshivá de Hebrón, de las cuales abrió una sucursal en 1926 en Hebrón en el Mandato Británico de Palestina. En su sistema educativo, Finkel enfatizó la necesidad de buscar la perfección y el amor a la verdad, así como la importancia de la espiritualidad en la vida cotidiana. Finkel era conocido como el sabio de Slabodka, sus estudiantes se convirtieron en líderes de muchas yeshivot lituanas en los Estados Unidos y en Eretz Israel.